# La caduta di Artù
La caduta di Artù (The Fall of Arthur) è il titolo di un poema allitterativo di J. R. R. Tolkien rimasto incompiuto, avente per soggetto principale la leggenda arturiana. È stato pubblicato postumo nel 2013 in un'edizione curata dal figlio Christopher Tolkien e pubblicata da HarperCollins nel maggio 2013. La prima edizione italiana è stata pubblicata da Bompiani a novembre dello stesso anno.
Il poema è lungo circa 1.000 versi e imita, in moderna lingua inglese, il metro del poema in antico inglese Beowulf. Anche se è ispirato ai racconti basso medievali del ciclo di Artù, il poema è ambientato nell'Alto Medioevo, sia nella forma metrica (per l'utilizzo del verso germanico), sia per l'ambientazione, in quanto mostra Artù come comandante militare britannico, che combatte contro l'invasione dei Sassoni nel periodo delle migrazioni dei popoli germanici, mentre non fa affatto riferimento agli aspetti del ciclo arturiano specifici del Basso Medioevo (come il Graal e l'ambientazione nelle corti); il poema inizia tra l'altro con una contro-invasione britannica nella terra dei Sassoni (Si volge a oriente Artù, movendo guerra).

## Trama
Il poema comprende cinque canti. Il primo (220 versi) comincia con la campagna guidata da Artù contro il re dell'Est, alleato con l'imperatore di Roma. Artù abbandona Logres insieme a Gawain e lascia la custodia del suo regno a suo nipote Mordred. Mentre è accampato sul limitare della foresta di Mirkwood, il cavaliere Cradoc lo raggiunge per avvertirlo che il suo regno è in pericolo: i Sassoni lo hanno invaso e Mordred, che vuole impossessarsi del trono, si è alleato a loro. Artù e Gawain decidono di rientrare a Logres per eliminare l'usurpatore.
Il secondo canto (213 versi) si interessa di Mordred, delle sue ambizioni, e del desiderio di avere per sé la regina Ginevra. Informato dell'immediato ritorno di Artù, riunisce i suoi sostenitori e si reca a Camelot per offrire a Ginevra la possibilità di scegliere: o regnerà al suo fianco o sarà sua schiava. Ella gli domanda un periodo di riflessione, approfitta della notte per fuggire da Camelot e andare nell'antico castello di suo padre Leodagan..
Il terzo canto (228 versi) si occupa di Lancillotto, esiliato nei suoi domini di Benwick. Viene dunque raccontata la storia del suo adulterio con Ginevra e delle nefaste conseguenze che il suo gesto ha provocato nel regno: la gelosia di Mordred, primo germe del suo futuro tradimento, la morte dei fratelli di Gawain, Agravain, Gaheris e Gareth e i dissensi a corte, che portano molti cavalieri a seguire Lancillotto in esilio. Il racconto della guerra tra Morded e Artù preoccupa Lancillotto.
Il quarto canto (230 versi) parla nuovamente di Mordred, che riunisce i suoi eserciti e aspetta il ritorno di Artù. Scopre poi che Ginevra è riuscita a fuggire dagli uomini che aveva mandato ad inseguirla e crede che si sia rifugiata presso Lancillotto. La flotta di Artù arriva sulla riva e, malgrado l'assenza di Lancellotto, le sue truppe riescono a sbarcare grazie al coraggio di Gawain.
Il quinto canto si interrompe alla fine del verso 63. Descrive i sentimenti e i dubbi di Artù al suo ritorno.

## Composizione del poema
Tolkien, che era Professore Rawlinson and Bosworth di Anglosassone al Pembroke College di Oxford scrisse il poema nei primi anni '30 del secolo scorso, ma lo abbandonò dopo il 1934, molto probabilmente prima del 1937, quando era impegnato nella scrittura e la pubblicazione de Lo Hobbit. La composizione è di poco successiva a The Lay of Aotrou and Itroun, un poema di 508 versi, modellato sul genere dei lai bretoni, scritto nel 1930.
Dopo circa 20 anni, nel 1955 (dopo aver pubblicato per intero Il Signore degli Anelli), Tolkien espresse il desiderio di riprendere a scrivere il suo "lungo poema" e di completarlo in una lettera a Houghton Mifflin; tuttavia il poema rimase incompiuto.

## La pubblicazione
L'esistenza del poema era già nota dalla pubblicazione, nel 1977, della biografia dell'autore, J. R. R. Tolkien: A Biography, pubblicata da Humphrey Carpenter. Egli nota che il poema:
Carpenter cita anche un passo del testo del poema in cui si trova uno delle poche situazioni di tutta l'opera di Tolkien in cui viene trattato esplicitamente il desiderio sessuale, in questo caso l'"insoddisfatta passione" di Mordred per Ginevra,
Dopo la morte di Tolkien, il poema arturiano è rimasto una delle sue opere inedite per lungo tempo. Secondo John D. Rateliff, Rayner Unwin voleva già pubblicare il poema nel 1985, ma la pubblicazione era stata posposta in favore di "progetti più urgenti", (come La storia della Terra di Mezzo, edita tra il 1983 e il 1996) per rispondere alle richieste di pubblicare materiali ancora inediti inerenti al legendarium di Tolkien piuttosto che la sua produzione letteraria in altri campi.